# Завадский, Габор
Габор Завадский (венг. Zavadszky Gábor; 10 сентября 1974, Будапешт — 7 июня 2006, Лимасол) — венгерский футболист, участник Олимпиады-1996.

## Карьера

### Клубная
Воспитанник команд «Ганс-МАВАГ» и «Ипитёк». Карьеру начинал в «Ференцвароше» на позиции полузащитника, с 1992 по 1998 годы провёл более 100 игр за клуб. В 1998 году покинул состав «зелёных», уйдя в «Дунаферр» (ныне «Дунайварош»). Через три года ушёл в МТК, где закрепился в составе и стал любимцем болельщиков. В 2004 году вернулся в состав «Ференцвароша», где, однако, не вписался в состав, проведя всего 12 игр. Из-за проблем со здоровьем около года он не мог выступать, однако в 2005 году всё же подписал контракт с киприотским клубом «Аполлон».

### В сборной
В составе олимпийской сборной Венгрии в Атланте он сыграл всего один матч против Японии 25 июля 1996, выйдя на 74-й минуте (его выход, однако, не принёс венграм победы — они уступили 2:3, да и остальные матчи венгры проиграли). Позднее он провёл ещё три товарищеские встречи (поражение 23 февраля 2000 от Австралии со счётом 0:3, ничья 20 ноября 2002 с Молдавией со счётом 1:1 и победа 30 апреля 2003 над Люксембургом со счётом 5:1). Также провёл один квалификационный матч Евро-2004 против Сан-Марино 11 июня 2003 (победа венгров 5:0).

## Смерть
7 января 2006 Габора нашли мёртвым в своём доме. Причиной смерти стала лёгочная эмболия.

## Семья
Был женат. После смерти у него остались сыновья-близнецы Норберт и Роланд.

## Титулы
- Ференцварош:
  - Чемпион Венгрии: 1995, 1996
  - Обладатель Кубка Венгрии: 1993, 1994, 1995
  - Обладатель Суперкубка Венгрии: 1993, 1994, 1995
- Дунаферр:
  - Чемпион Венгрии: 2000
- МТК:
  - Чемпион Венгрии: 2003
  - Обладатель Суперкубка Венгрии: 2003